# 자메이카의 공휴일
자메이카의 공휴일은 다음과 같다.
| 날짜           | 공휴일 이름    | 비 고         |
| -------------- | -------------- | ------------- |
| 1월 1일        | 새해 첫날      |               |
| 2~3월 중(이동) | 재의 수요일    |               |
| 3~4월 중(이동) | 성금요일       |               |
| 3~4월 중(이동) | 이스터 먼데이  | 부활절 다음날 |
| 5월 23일       | 노동절         |               |
| 8월 1일        |                |               |
| 8월 6일        | 독립기념일     |               |
| 10월 16일      | 국립 영웅의 날 |               |
| 12월 25일      | 크리스마스     |               |
| 12월 26일      | 박싱 데이      |               |